# لامبس کریک (ویرجینیا)
لامبس کریک (به انگلیسی: Lambs Creek) یک منطقهٔ مسکونی در ایالات متحده آمریکا است که در شهرستان کینگ جورج، ویرجینیا واقع شده‌است.